# Iúlia Ilinikh
Iúlia Ilinikh (en rus: Юлия Ильиных) (6 d'octubre de 1985) va ser una ciclista russa, professional de 2007 al 2015. S'ha proclamat Campiona nacional en ruta el 2009.

## Palmarès
- 2009
  -  Campiona de Rússia en ruta
- 2012
  - 1a al Trofeu Govern de La Rioja
- 2014
  - 1a al Gran Premi de Maikop
- 2015
  - 1a al Gran Premi Muniadona